# Gläntflugsnappare
Gläntflugsnappare (Fraseria tessmanni) är en fågel i familjen flugsnappare inom ordningen tättingar. Den förekommer i skogsområden i delar av Väst- och Centralafrika. Beståndet anses vara livskraftigt.

## Utseende och läte
Gläntflugsnappare är en enfärgad flugsnappare med relativt kraftig näbb, mörkgrått och svart på undersidan och ljus undersida. Ibland syns ett svagt mörkare band tvärs över bröstet. Den liknar mest ockragumpad flugsnappare, men har mycket ljusare undersida. Även flodflugsnapparen är lik, men är även jämfört med denna ljusare under och är inte bunden till rinnande vattendrag. I färgsättningen är den nära pygméflugsnapparen, men är mycket större och ljusare under. Sången är vacker och trastlik, en blandning av visslingar och drillar som pratas fram.

## Utbredning och systematik
Fågeln förekommer i låglänta områden från Elfenbenskusten till södra Kamerun och nordöstra Demokratiska republiken Kongo. Den behandlas som monotypisk, det vill säga att den inte delas in i några underarter. 

### Släktestillhöriget
Tidigare fördes den till Muscicapa, men DNA-studier visar att arterna i släktet inte är varandras närmaste släktingar.

## Levnadssätt
Gläntflugsnappare är fåtalig och lokalt förekommande i öppningar i regnskog, ungskog, igenväxta plantage och skogsbryn. Den ses mestadels på medelhög höjd.

## Status
Arten har ett stort utbredningsområde och internationella naturvårdsunionen IUCN kategoriserar arten som livskraftig. Beståndsutvecklingen är dock oklar.

## Namn
Fågelns vetenskapliga artnamn hedrar Günter Tessmann (1889-1971), tysk antropolog, botaniker och samlare verksam i Ghana och Kamerun 1904-1914, medan vetenskapliga släktesnamnet hedrar den engelska zoologen Louis Fraser. Tidigare kallades den tessmannflugsnappare även på svenska, men tilldelades 2023 ett mer informativt namn av BirdLife Sveriges taxonomikommitté.